# Ljudska umetnost
Ljudska umetnost, tudi plemenska umetnost je vizualna umetnost in materialna kultura domorodnih ljudstev. Znano tudi kot nezahodna umetnost ali etnografska umetnost ali, kontroverzno, primitivna umetnost, so ljudske umetnosti v zgodovini zbirali zahodni antropologi, zasebni zbiralci in muzeji, zlasti etnografski in naravoslovni muzeji. Izraz primitiven je kritiziran kot evropocentričen in žaljiv.

## Opis
Ljudska ali plemenska umetnost je pogosto obredne ali verske narave. Običajno izvira iz podeželskih območij, se nanaša na temo in izdelavo artefaktov iz plemenskih kultur.
V muzejskih zbirkah ima ta umetnost tri glavne kategorije:
- Afriška umetnost; skupek umetniških manifestacij, ki so jih ustvarila ljudstva črne Afrike skozi zgodovino. Afriška celina je dom najrazličnejših kultur, od katerih so za vsako značilni svoj jezik, tradicije in značilne umetniške oblike. Čeprav ogromno prostranstvo puščave Sahara deluje kot naravna ločnica med Severno Afriko in preostalo celino, obstaja veliko dokazov, ki potrjujejo celo vrsto vplivov med obema območjema prek trgovskih poti, ki so prečkale Afriko.
- Umetnost avtohtonih ljudstev Amerik [6]
  - umetnost ameriških Indijancev
  - Domače obrti v Paragvaju
  - Predkolumbovska in staroselska umetnost
  - Domorodni jezik, umetnost in literatura (Chiapas, Mehika)
  - Avtohtona ljudska umetnost Brazilije
  - Indijanska umetnost
- Umetnost ljudstev Oceanije: od prazgodovine so se razvile različne kulture, ki so posledica različnih valov selitev prvotnih naseljencev. Pred prihodom zahodnega človeka, ki bo pomenil novo vrsto mešanega razmnoževanja, so obstajale in še vedno obstajajo tri glavne etnične skupine: avstralski staroselci, Papuanci, ki so večinoma prisotni na Novi Gvineji in bližnjih arhipelagih, ter potomci Avstronezijci, prisotni v Bližnji in Daljni Oceaniji vključno z Mikronezijo, od koder prihajajo polinezijska ljudstva, ki živijo v velikem polinezijskem trikotniku (Havaji, Rapa Nui, Nova Zelandija). Vsaka etnična skupina je ustvarila različne in raznolike civilizacije v izoliranih arhipelagih, ki tvorijo oceansko celino.

Zbiranje navedenih umetnosti je v zgodovini navdihnilo zahodni mit o »plemenitem divjaku«, pomanjkanje kulturnega konteksta pa je bilo izziv za dojemanje plemenske umetnosti s strani zahodne javnosti. V 19. stoletju glavni zahodni umetniški strokovnjaki na ne-zahodno umetnost sploh niso gledali kot na umetnost. Namesto tega so bili ti predmeti obravnavani kot artefakti in kulturni proizvodi »eksotičnih« ali »primitivnih« kultur, kot se še vedno dogaja z etnografskimi zbirkami.
V drugi polovici 20. stoletja je dojemanje ljudske umetnosti postalo manj paternalistično, saj so se avtohtoni in neavtohtoni zagovorniki borili za bolj objektivno preučevanje plemenske umetnosti. Preden se je pojavil postmodernizem v 1960-ih, so se umetnostni kritiki ljudskih umetnosti lotevali s povsem formalističnega pristopa, to je, da so se odzivali le na vizualne elemente dela in ne upoštevali zgodovinskega in kulturnega konteksta, simbolike ali umetnikove namere. Od takrat je ljudska umetnost, kot je afriška umetnost v zahodnih zbirkah, postala pomemben del mednarodnih zbirk, razstav in umetniškega trga.

## Sodobna avtohtona umetnost
Sodobna avtohtona umetnost še vedno ohranja tradicijo svojih ljudstev s prikazovanjem njihovih običajev, kulture in idej, vendar s to razliko, da je sedanji slog ustvarjen tam, kjer je vsakdanje življenje vplivalo na njihovo ustvarjalnost, da ustvarjajo svojo umetnost z drugačnim estetskim čutom. Trenutno obstaja potreba po preoblikovanju prispevka avtohtone umetnosti, tako da razširijo svoje materiale ali uporabo umetnosti, ne da bi zanemarili pomen te umetnosti, ki je predstaviti svojo kulturo, običaje, obrede in druge lastne umetniške manifestacije.

## Vplivi na modernizem
Glavne razstave ljudske umetnosti v poznem 19. do sredine 20. stoletja so zahodni umetniški svet izpostavile nezahodni umetnosti. Takšne velike razstave so vključevale afriško črnsko umetnost Muzeja moderne umetnosti iz leta 1935 in indijansko umetnost Združenih držav iz leta 1941. Izpostavljenost ljudskim umetnostim je navdihnila številne sodobne umetnike,] kot so ekspresionisti, [9] kubisti in nadrealisti, predvsem nadrealista Maxa Ernsta  ali Pabla Picassa, ki je izjavil, da »primitivna skulptura ni bila nikoli presežena«.